# Femmina ribelle
Femmina ribelle (The Revolt of Mamie Stover) è un film del 1956 diretto da Raoul Walsh, tratto dal romanzo The Revolt of Mamie Stover di William Bradford Huie (1951).

## Trama
Mamie è una prostituta di San Francisco che, stanca della vita che conduce, lascia la città e si imbarca per Honolulu. Durante il viaggio incontra lo scrittore Jim Blair col quale ha una piccola relazione. Arrivati a destinazione ognuno va per la propria strada; lei trova lavoro come ragazza di compagnia in un locale dei bassifondi.

## Produzione
I diritti per la trasposizione cinematografica del romanzo di William Bradford Huie del 1951 vennero acquistati nel maggio del 1955..

### Cast
Il ruolo di Mamie Stover fu originariamente pensato per Marilyn Monroe, ma quando ella rifiutò, la parte venne affidata a Jane Russell. Anche  Lana Turner venne considerata per il ruolo principale, ma un riposo prolungato le impedì di accettare la parte.
Jane Russell avrebbe in origine dovuto indossare una parrucca rossa. Venendo a sapere che le sopracciglia dovevano corrispondere alla colorazione dei capelli, decise di tingere sia i capelli che le sopracciglia..
Questo è stato l'ultimo film di Joan Leslie prima di ritirarsi dallo schermo.

### Sceneggiatura originaria
Nella raccolta stampa della 20th Century Fox si notano come su alcune scene siano state apportate modifiche dell'ultimo minuto, oltre alla natura psicologica della protagonista. Nella sceneggiatura originaria vi erano le seguenti scene:
- Il film si apre con una scena in un angolo di strada a San Francisco in cui Mamie viene "raccolta" da un uomo di mezza età, e poi arrestato dalla polizia che suggeriscono che uscire dalla città.
- In una scena tra Mamie e Annalee, Annalee dice a Mamie di stare lontano da Jimmy.
- Mamie compra la sua casa sulla collina e la decora in attesa del ritorno di Jimmy dalla guerra.
- Anche Jimmy è lontano in guerra, riceve lettere sia da Annalee che da Mamie. Annalee è più poetica e amorevole, mentre Mamie racconta della sua crescente fortuna derivata dalle sue proprietà immobiliari.
- Il film si conclude con una scena in una camera al Bungalow Club in cui Jimmy rifiuta Mamie e va via. Mamie cammina lungo il corridoio, si asciuga le lacrime, si ricompone ed entra in un'altra stanza, salutando il suo ultimo cliente dicendo "Aspetti Mamie, dolcezza?". Ciò suggerisce che la sua vita proseguirà nella stessa maniera di sempre: motivata dal denaro ad ogni costo, nonostante un meno rispettabile stile di vita. La versione finale ufficiale del film riscatta il personaggio di Mamie facendola andare via prima che lei saluti il suo prossimo cliente e aggiungendo una scena in cui lei torna a San Francisco solo per raccontare alla polizia, che la incontrano al molo, che ha donato la sua fortuna e sta ora tornando alla sua città natale di Leesburg, nel Mississippi.

### Luoghi delle riprese
Le riprese si svolsero nelle Hawaii, in prevalenza a Honolulu.